# S5.4

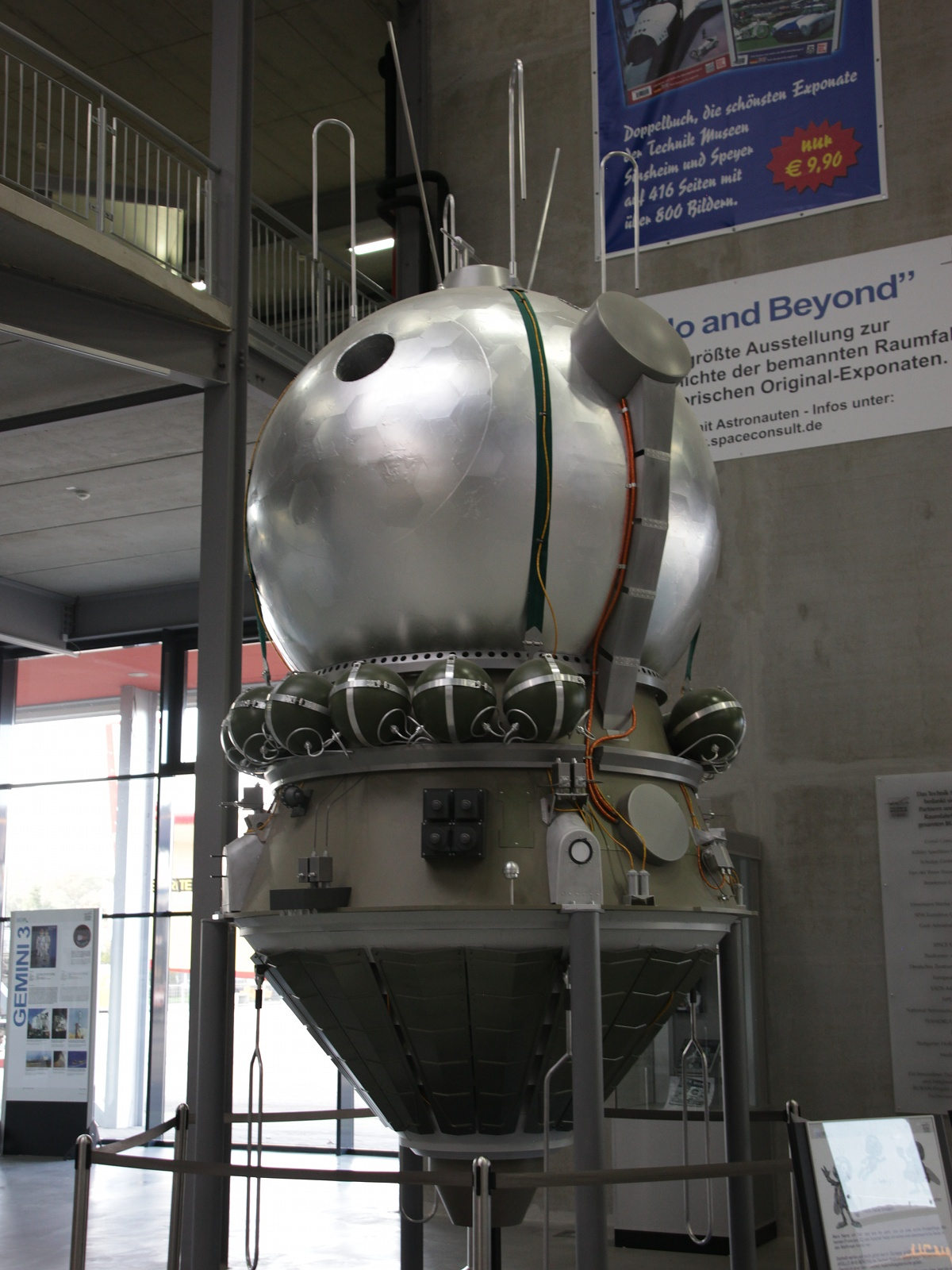
Um modelo da Vostok com o motor S5.4/TDU-1 na parte cônica, exibido no Technik Museum Speyer, Alemanha.

O S5.4 (designado pelo fabricante como 8D66), também conhecido como TDU-1, foi um motor de foguete a combustível líquido que usava TG-02 e AK20F num ciclo de geração de gás. Ele foi originalmente usado como motor de frenagem (saída de órbita) das espaçonaves: Vostok, Voskhod e Zenit.

## Características
- Empuxo: 15,83 kN[4][5][6]
- Isp: 266 s
- Pressão na câmara: 5,4 MPa
- Ignição: até 45 s